# Pierre Amine Gemayel
Pierre Amine Gemayel, in arabo بيار أمين الجميل‎?, comunemente noto come Pierre Gemayel Jr, Pierre Amin (o, alla francese, Amine) o semplicemente Pierre Gemayel (Beirut, 24 settembre 1972 – Beirut, 21 novembre 2006), è stato un politico libanese, figlio di Amin Gemayel e dirigente nel Partito delle Katāʾeb.

## Biografia
Apertamente critico verso la politica siriana, è stato un membro attivo del movimento anti-siriano e pro-occidentale “Alleanza del 14 marzo”, promotore della rivoluzione dei cedri.  Al governo su indicazione delle Falangi libanesi, come Ministro dell'Industria dal luglio 2005, venne assassinato il 21 novembre 2006.
I killer di Gemayel emisero un comunicato in cui si faceva riferimento ai "combattenti per la libertà e l'unità della Grande Siria". Secondo questi ultimi, Gemayel era stato ucciso in quanto considerato un acceso nemico del regime siriano e di Hezbollah.